# Sulphur (Oklahoma)
Sulphur es una ciudad ubicada en el condado de Murray en el estado estadounidense de Oklahoma. En el año 2010 tenía una población de 	4929 habitantes y una densidad poblacional de 	273,83 personas por km².

## Geografía
Sulphur se encuentra ubicada en las coordenadas 34°30′33″N 96°58′31″O / 34.50917, -96.97528 (34.509159, -96.975371).

## Demografía
Según la Oficina del Censo en 2000 los ingresos medios por hogar en la localidad eran de $27,236 y los ingresos medios por familia eran $35,000. Los hombres tenían unos ingresos medios de $28,712 frente a los $19,438 para las mujeres. La renta per cápita para la localidad era de $15,691. Alrededor del 12.3% de la población estaban por debajo del umbral de pobreza.